# Tristano (nome)
Tristano  è un nome proprio di persona italiano maschile.

## Varianti
- Femminili: Tristana

### Varianti in altre lingue
- Bretone: Tristan
- Francese: Tristan[1]
- Gallese: Tristan[1], Trystan[2], Drystan[1][3][4]
- Inglese: Tristan[1][5], Tristram[1][5], Tristen[1], Tristin[1], Triston[1]
  - Femminili: Trista[1]
- Pittico: Drosten[4], Drostan[4], Drustan[1]

- Polacco: Tristan
- Portoghese: Tristão[1]
- Spagnolo: Tristán[1]
- Tedesco: Tristan
- Ungherese: Trisztán
  - Femminili: Triszta

## Origine e diffusione

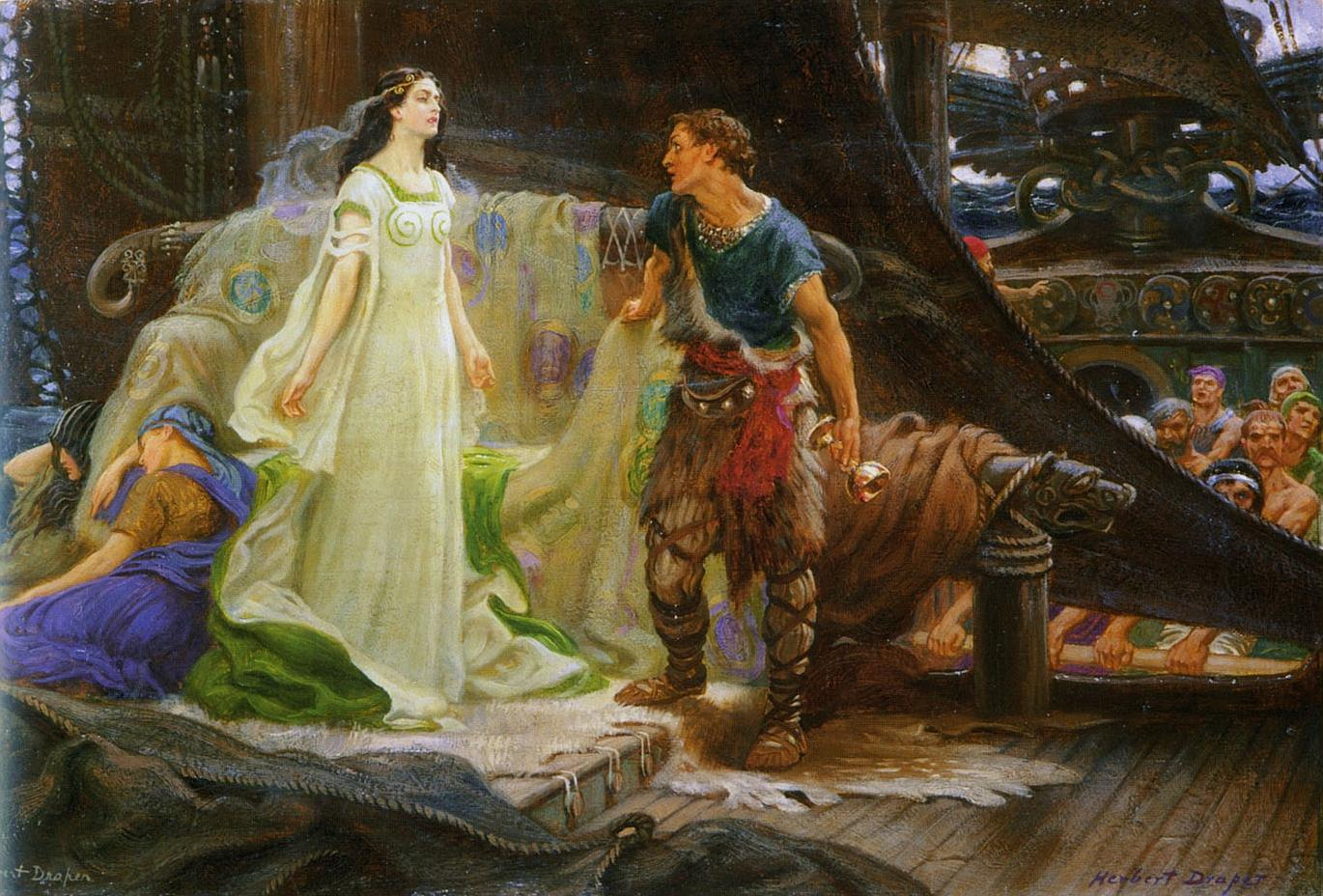
Tristano e Isotta, di Herbert James Draper

È un nome di origine celtica, d'incerta interpretazione. Tramite il francese Tristan o Tristran, risale al nome pittico Drustan o Drosten o al nome gallese imparentato Drystan; secondo alcune fonti, si tratta di un diminutivo del nome celtico Drust, dal probabile significato di "rivolta" o "tumulto"; secondo altre, è un derivato del nome celtico Drustagnos (di non meglio specificata etimologia), mentre Drust e forme analoghe sarebbero solamente ipocoristici.
Successivamente, la grafia del nome venne alterata per associazione con il termine latino tristis ossia "mesto", "triste" (al quale viene sovente collegato direttamente), rendendo difficile discernerne la corretta etimologia.
Il nome è attestato già dal VI secolo nell'arcaica forma gallese Drystan, e dal IX in quella pittica, ma fu il suo utilizzo nel mito di Tristano e Isotta a decretarne il successo, con usi occasionali già dal Medioevo: in inglese, francese e scots compare dal XII secolo. In Italia, il nome Tristano risulta accentrato fra l'Emilia-Romagna e la Toscana.

## Onomastico
L'onomastico si può festeggiare in memoria di san Drostan (chiamato anche Tristan, Trostan, Throstan, Drustan eccetera), discepolo di san Columba e abate a Deer, evangelizzatore dei Pitti e "apostolo della Scozia", commemorato l'11 luglio (o il 15 dicembre secondo il breviario di Aberdeen). Con questo nome si ricorda anche un beato, Tristano de Salazar, religioso mercedario vissuto nel convento di Santa Maria di Burceña (Barakaldo), commemorato dal suo ordine il giorno 21 settembre.

## Persone

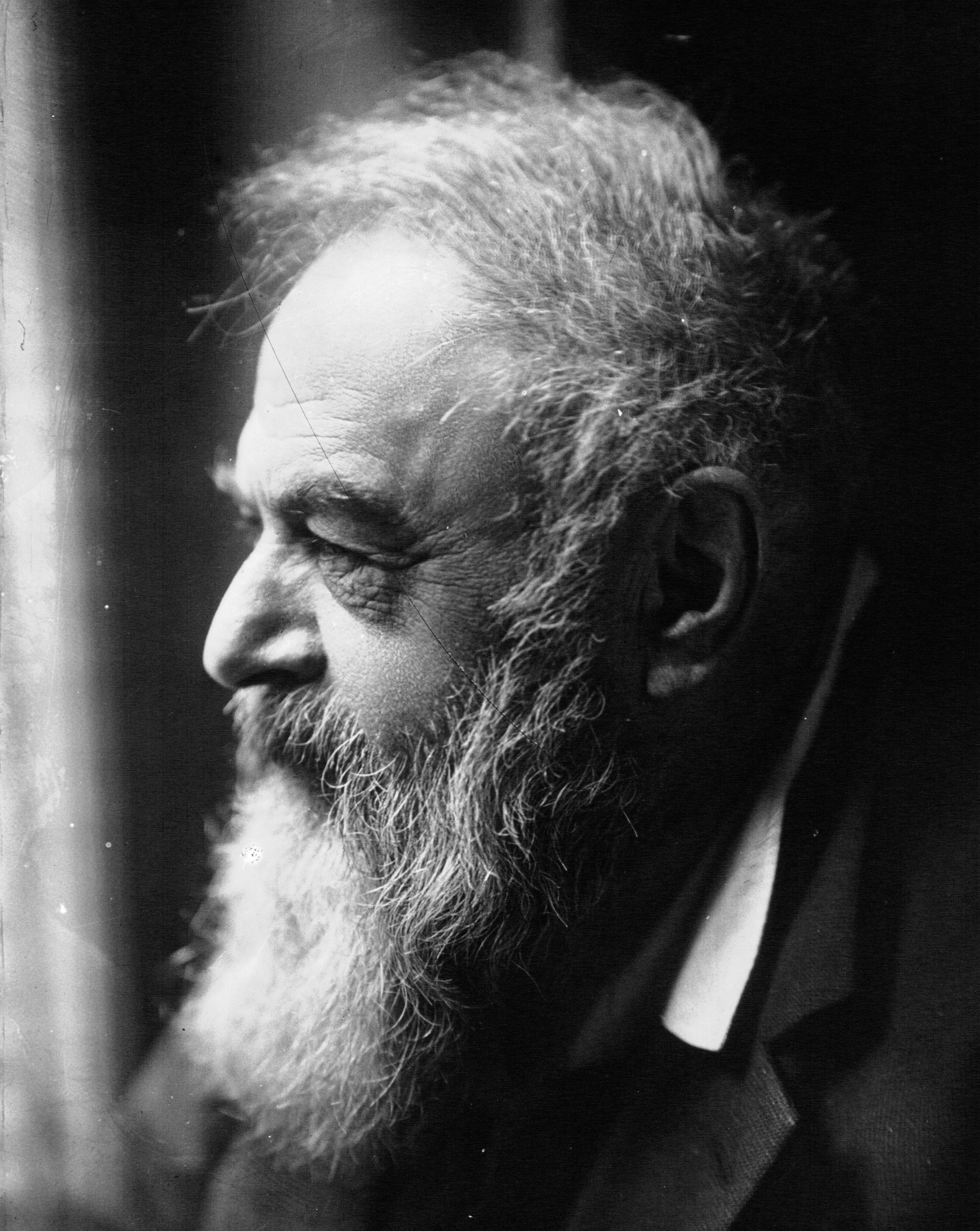
Tristan Bernard

- Tristano di Chiaromonte, nobile italiano
- Tristano di Montepeloso, cavaliere normanno
- Tristano Bolelli, glottologo italiano
- Tristano Calco, storico italiano
- Tristano Codignola, giornalista e politico italiano
- Tristano Manacorda, fisico e accademico italiano
- Tristano Martinelli, attore teatrale ed acrobata italiano
- Tristano Pangaro, calciatore italiano

### Variante Tristan

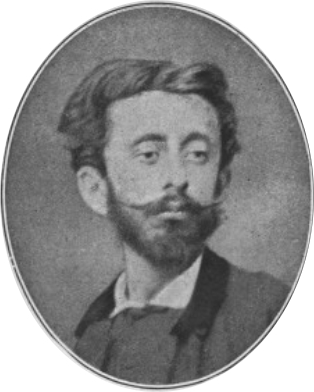
Tristan Corbière

- Tristan Bernard, scrittore, commediografo e giornalista francese
- Tristan Corbière, poeta francese
- Tristan de Luna y Arellano, conquistatore spagnolo
- Tristan Hoffman, ciclista su strada e dirigente sportivo olandese
- Tristan L'Hermite, scrittore e drammaturgo francese
- Tristan Murail, compositore francese
- Tristan Okpalaugo, giocatore di football americano statunitense
- Tristan Peersman, calciatore belga
- Tristan Rogers, attore e produttore cinematografico statunitense
- Tristan Sturrock, attore britannico
- Tristan Thompson, cestista canadese
- Tristan Tzara, poeta e saggista rumeno
- Tristan Vauclair, hockeista su ghiaccio svizzero
- Tristan Walker, slittinista canadese
- Tristan Wilds, attore statunitense

### Altre varianti
- Drostan, abate e santo scozzese
- Tristão da Cunha, navigatore portoghese
- Tristram Dalton, politico statunitense
- Tristão de Alencar Araripe Jr., scrittore brasiliano
- Tristram Stuart, scrittore e storico britannico
- Tristán Ulloa, attore, regista e sceneggiatore spagnolo

## Il nome nelle arti
- Tristano è il nome del protagonista maschile del mito di Tristano e Isotta, reso celebre per la sua storia d'amore con Isotta. A lui si ispira il Lamento di Tristano, una delle più famose estampie pervenuteci, e nel V canto della Divina Commedia Dante Alighieri fa menzione di Tristano collocandolo fra i lussuriosi del secondo cerchio degli incontinenti.
- Tristan è il protagonista dell'omonimo racconto del 1903 di Thomas Mann.
- Tristana  è un personaggio del romanzo di Benito Pérez Galdós Tristana è inoltre il titolo del film omonimo di Luis Buñuel del 1970 da esso tratto e interpretato da Catherine Deneuve.
- Tristan Bantan è un personaggio della serie a fumetti e animata Corto Maltese.
- Tristan Ludlow è un personaggio del film del 1994 Vento di passioni, diretto da Edward Zwick.
- Tristán Montenegro è un personaggio della telenovela Il segreto.
- Tristram Shandy è un personaggio del romanzo di Laurence Sterne Vita e opinioni di Tristram Shandy, gentiluomo.
- Tristan Taylor è un personaggio del film del 2004 Yu-Gi-Oh! - Il film, diretto da Hatsuki Tsuji.
- Tristran Thorn è un personaggio del romanzo di Neil Gaiman Stardust e del film omonimo da esso tratto.
- Tristana è anche il nome di un singolo della cantante francese Mylène Farmer.
- Tristana e la maschera è un film del 1928 diretto da Raoul Walsh.

## Toponimi
- Tristan da Cunha è un arcipelago situato nell'Oceano Atlantico, che prende il nome dall'omonimo navigatore portoghese.
- 1966 Tristan è un asteroide della fascia principale.